# Liste der Nummer-eins-R&B-Alben in den USA (2001)
Dies ist eine Liste der Nummer-eins-Alben in den von Billboard ermittelten Verkaufscharts für R&B-Alben in den USA im Jahr 2001. In diesem Jahr gab es vierundzwanzig Nummer-eins-Alben.
| ← 2000 ← | Liste der Nummer-eins-R&B-Alben in den USA | Liste der Nummer-eins-R&B-Alben in den USA             | Liste der Nummer-eins-R&B-Alben in den USA | 2002 →                    |
| \| Zeitraum \| Wo. ges. \| Interpret \| Titel \| Zusätzliche Informationen \| \| (Zeitraum, Wochen auf Platz eins, Interpret, Titel, zusätzliche Informationen) \| \| \| \| \| \| ------------------------------------------------------------------------------ \| -------- \| ------------------------------------------------------ \| -------------------------- \| ------------------------- \| \| 30. Dezember 2000 – 5. Januar 2001 1 Woche (insgesamt 1) \| 1 \| Xzibit \| Restless[1] \| – \| \| 6. Januar 2001 – 2. Februar 2001 4 Wochen (insgesamt 4) \| 4 \| Snoop Dogg \| Tha Last Meal[2] \| – \| \| 3. Februar 2001 – 9. Februar 2001 1 Woche (insgesamt 1) \| 1 \| Shaggy \| Hot Shot[3] \| – \| \| 10. Februar 2001 – 16. Februar 2001 1 Woche (insgesamt 1) \| 1 \| Jennifer Lopez \| J.Lo[4] \| – \| \| 17. Februar 2001 – 16. März 2001 4 Wochen (insgesamt 5) \| 5 \| Shaggy \| Hot Shot \| – \| \| 17. März 2001 – 23. März 2001 1 Woche (insgesamt 1) \| 1 \| DJ Clue \| The Professional 2[5] \| – \| \| 24. März 2001 – 30. März 2001 1 Woche (insgesamt 1) \| 1 \| Eve \| Scorpion[6] \| – \| \| 31. März 2001 – 6. April 2001 1 Woche (insgesamt 1) \| 1 \| Tank \| Force of Nature[7] \| – \| \| 7. April 2001 – 13. April 2001 1 Woche (insgesamt 1) \| 1 \| 112 \| Part III[8] \| – \| \| 14. April 2001 – 11. Mai 2001 4 Wochen (insgesamt 4) \| 4 \| 2Pac \| Until the End of Time[9] \| – \| \| 12. Mai 2001 – 18. Mai 2001 1 Woche (insgesamt 1) \| 1 \| Janet Jackson \| All for You[10] \| – \| \| 19. Mai 2001 – 1. Juni 2001 2 Wochen (insgesamt 2) \| 2 \| Destiny’s Child \| Survivor[11] \| – \| \| 2. Juni 2001 – 8. Juni 2001 1 Woche (insgesamt 1) \| 1 \| Missy „Misdemeanor“ Elliott \| Miss E... So Addictive[12] \| – \| \| 9. Juni 2001 – 15. Juni 2001 1 Woche (insgesamt 1) \| 1 \| Redman \| Malpractice[13] \| – \| \| 16. Juni 2001 – 22. Juni 2001 1 Woche (insgesamt 1) \| 1 \| Missy „Misdemeanor“ Elliott \| Miss E... So Addictive \| – \| \| 23. Juni 2001 – 6. Juli 2001 2 Wochen (insgesamt 2) \| 2 \| St. Lunatics \| Free City[14] \| – \| \| 7. Juli 2001 – 13. Juli 2001 1 Woche (insgesamt 1) \| 1 \| D12 \| Devils Night[15] \| – \| \| 14. Juli 2001 – 24. August 2001 6 Wochen (insgesamt 6) \| 6 \| Alicia Keys \| Songs in A Minor[16] \| – \| \| 25. August 2001 – 7. September 2001 2 Wochen (insgesamt 2) \| 2 \| The Isley Brothers feat. Ronald Isley a.k.a. Mr. Biggs \| Eternal[17] \| – \| \| 8. September 2001 – 14. September 2001 1 Woche (insgesamt 1) \| 1 \| Maxwell \| Now[18] \| – \| \| 15. September 2001 – 28. September 2001 2 Wochen (insgesamt 2) \| 2 \| Mary J. Blige \| No More Drama[19] \| – \| \| 29. September 2001 – 19. Oktober 2001 3 Wochen (insgesamt 3) \| 3 \| Jay-Z \| The Blueprint[20] \| – \| \| 20. Oktober 2001 – 9. November 2001 3 Wochen (insgesamt 3) \| 3 \| Ja Rule \| Pain Is Love[21] \| – \| \| 10. November 2001 – 16. November 2001 1 Woche (insgesamt 1) \| 1 \| DMX \| The Great Depression[22] \| – \| \| 17. November 2001 – 14. Dezember 2001 4 Wochen (insgesamt 4) \| 4 \| Michael Jackson \| Invincible[23] \| – \| \| 15. Dezember 2001 – 28. Dezember 2001 2 Wochen (insgesamt 2) \| 2 \| Ludacris \| Word of Mouf[24] \| – \| |                                            |                                                        |                                            |                           |
| ← 2000 |                                            |                                                        |                                            | → 2002 →                  |
| Zeitraum | Wo. ges.                                   | Interpret                                              | Titel                                      | Zusätzliche Informationen |
| (Zeitraum, Wochen auf Platz eins, Interpret, Titel, zusätzliche Informationen) |                                            |                                                        |                                            |                           |
| 30. Dezember 2000 – 5. Januar 2001 1 Woche (insgesamt 1) | 1                                          | Xzibit                                                 | Restless                                   | –                         |
| 6. Januar 2001 – 2. Februar 2001 4 Wochen (insgesamt 4) | 4                                          | Snoop Dogg                                             | Tha Last Meal                              | –                         |
| 3. Februar 2001 – 9. Februar 2001 1 Woche (insgesamt 1) | 1                                          | Shaggy                                                 | Hot Shot                                   | –                         |
| 10. Februar 2001 – 16. Februar 2001 1 Woche (insgesamt 1) | 1                                          | Jennifer Lopez                                         | J.Lo                                       | –                         |
| 17. Februar 2001 – 16. März 2001 4 Wochen (insgesamt 5) | 5                                          | Shaggy                                                 | Hot Shot                                   | –                         |
| 17. März 2001 – 23. März 2001 1 Woche (insgesamt 1) | 1                                          | DJ Clue                                                | The Professional 2                         | –                         |
| 24. März 2001 – 30. März 2001 1 Woche (insgesamt 1) | 1                                          | Eve                                                    | Scorpion                                   | –                         |
| 31. März 2001 – 6. April 2001 1 Woche (insgesamt 1) | 1                                          | Tank                                                   | Force of Nature                            | –                         |
| 7. April 2001 – 13. April 2001 1 Woche (insgesamt 1) | 1                                          | 112                                                    | Part III                                   | –                         |
| 14. April 2001 – 11. Mai 2001 4 Wochen (insgesamt 4) | 4                                          | 2Pac                                                   | Until the End of Time                      | –                         |
| 12. Mai 2001 – 18. Mai 2001 1 Woche (insgesamt 1) | 1                                          | Janet Jackson                                          | All for You                                | –                         |
| 19. Mai 2001 – 1. Juni 2001 2 Wochen (insgesamt 2) | 2                                          | Destiny’s Child                                        | Survivor                                   | –                         |
| 2. Juni 2001 – 8. Juni 2001 1 Woche (insgesamt 1) | 1                                          | Missy „Misdemeanor“ Elliott                            | Miss E... So Addictive                     | –                         |
| 9. Juni 2001 – 15. Juni 2001 1 Woche (insgesamt 1) | 1                                          | Redman                                                 | Malpractice                                | –                         |
| 16. Juni 2001 – 22. Juni 2001 1 Woche (insgesamt 1) | 1                                          | Missy „Misdemeanor“ Elliott                            | Miss E... So Addictive                     | –                         |
| 23. Juni 2001 – 6. Juli 2001 2 Wochen (insgesamt 2) | 2                                          | St. Lunatics                                           | Free City                                  | –                         |
| 7. Juli 2001 – 13. Juli 2001 1 Woche (insgesamt 1) | 1                                          | D12                                                    | Devils Night                               | –                         |
| 14. Juli 2001 – 24. August 2001 6 Wochen (insgesamt 6) | 6                                          | Alicia Keys                                            | Songs in A Minor                           | –                         |
| 25. August 2001 – 7. September 2001 2 Wochen (insgesamt 2) | 2                                          | The Isley Brothers feat. Ronald Isley a.k.a. Mr. Biggs | Eternal                                    | –                         |
| 8. September 2001 – 14. September 2001 1 Woche (insgesamt 1) | 1                                          | Maxwell                                                | Now                                        | –                         |
| 15. September 2001 – 28. September 2001 2 Wochen (insgesamt 2) | 2                                          | Mary J. Blige                                          | No More Drama                              | –                         |
| 29. September 2001 – 19. Oktober 2001 3 Wochen (insgesamt 3) | 3                                          | Jay-Z                                                  | The Blueprint                              | –                         |
| 20. Oktober 2001 – 9. November 2001 3 Wochen (insgesamt 3) | 3                                          | Ja Rule                                                | Pain Is Love                               | –                         |
| 10. November 2001 – 16. November 2001 1 Woche (insgesamt 1) | 1                                          | DMX                                                    | The Great Depression                       | –                         |
| 17. November 2001 – 14. Dezember 2001 4 Wochen (insgesamt 4) | 4                                          | Michael Jackson                                        | Invincible                                 | –                         |
| 15. Dezember 2001 – 28. Dezember 2001 2 Wochen (insgesamt 2) | 2                                          | Ludacris                                               | Word of Mouf                               | –                         |